# Beala, Sliven
Beala (în bulgară Бяла) este un sat în comuna Sliven, regiunea Sliven,  Bulgaria. 

## Demografie
Componența etnică a satului Beala
     Bulgari (89,38%)
     Turci (3,39%)
     Nicio identificare (6,85%)
     Altele (0,36%)
La recensământul din 2011, populația satului Beala era de 1.385 locuitori. Din punct de vedere etnic, majoritatea locuitorilor (89,38%) erau bulgari, cu o minoritate de turci (3,39%). Pentru 6,85% din locuitori nu este cunoscută apartenența etnică.